# Hybristodryinus shan
Hybristodryinus shan (лат.) — ископаемый вид ос рода Hybristodryinus из семейства дрииниды (Dryinidae). Бирманский янтарь, меловой период (сеноманский век, около 99 млн лет). Мьянма. Видовое название shan происходит от имени народности Шан, этнической группы Мьянмы.

## Описание
Мелкие хризидоидные осы. Длина 3,4 мм. От близких видов отличается неполным затылочным килем, дорзально он отсутствует (у H. mon этот киль полный); трапециевидным диском пронотума (у H. ligulatus диск треугольный). Усики 10-члениковые. Нижнечелюстные щупики состоят из 6, а нижнегубные — из 3 члеников. Самцы неизвестны. Переднее крыло с тремя ячейками, закрытыми пигментированными жилками (C, R и 1Cu). У самок этого рода на передних лапках есть клешня, предположительно для удерживания цикадок (Cicadomorpha, Fulgoroidea).
Вид был впервые описан в 2019 году палеоэнтомологами Евгением Перковским (Schmalhausen Institute of Zoology, Украина), Массимо Ольми (Tropical Entomology Research Center, Viterbo, Италия), Патриком Мюллером (Германия) и Катериной Мартыновой (Киев).